# Wulfila albens
Wulfila albens är en spindelart som först beskrevs av Nicholas Marcellus Hentz 1847.  
Wulfila albens ingår i släktet Wulfila och familjen spökspindlar. Inga underarter finns listade i Catalogue of Life.